# 暗芝居
《暗芝居》是2013年7月14日開始於東京電視台播放，以紙芝居的形式讲述都市傳說的短篇日本動畫。

## 概要
本作是以昭和年代的纸芝居风格讲述日本都市传说故事的成人向短篇动画。在1-3期放送期间，官方网站会随时更新短篇小说。1-2期有着与动漫联动的游戏，玩法为捕捉动漫和官网短篇小说中的鬼怪。本作的企划由ILCA所属的创作者高岛友也制作。第1期放送后在2013年7月的东京电视台动画中获得搜索词排行榜第一。
2014年7月起播出第2期，请来了著名恐怖电影导演井口升、清水崇分别担当第2话与第6话的导演。2016年1月起播出的第3期创作了100个怪物，由脚本挑选怪物创作剧本。2017年1月起播出了第4期，由于本期导演以前制作过恐怖游戏，因此随处采用了不同的风格和游戏手法。2017年7月起播出了描写“女流恐怖”的第5期，2018年7月起播出了以自然现象为题材的第6期，2019年7月起播出了主题为“封闭的空间”的第7期，2021年1月起播出了主题为“看不见的恐怖”的第8期，2021年7月起播出了主题为“干支”的第9期，2022年1月起播出了以“结束”为主题的第10期。2023年7月起播出了以“再”为主题的第11期，从本期起总时长减少30秒，制作人宣称是为了配合现代的视听环境而缩短时长来加快节奏。2024年1月起播出了以“规则”为主题的第12期，2024年7月起播出了以“怀古”为主题的第13期，2025年1月起播出了以“欲”为主题的第14期，2025年7月起播出了以“残”为主题的第15期。
2022年在YouTube开通官方账号，2023年4月在X、TikTok开通了官方账号，2024年7月在SUZURI开通官方账号用于售卖周边。
2024年5月起在YouTube进行循环直播，直播内容是目前已出期数的部分故事，会不定期更换，2024年8月进行过为期4天的全期全话播放，目前直播仍在进行。

## 主线剧情人物
纸芝居艺人（紙芝居屋）
配音：津田宽治
暗芝居的讲述者。在大部分期数中，到黄昏五点或黄昏五点左右，便会出现在公园内敲锣打鼓，然后用纸芝居讲述都市传说。其戴诡异的面具，来历不明。
画画的少年（絵描きの少年）
配音：池田优斗
目前仅在第3期登场。
能将画上的内容变为现实，第3期的怪物均由他画出。在第3期的最后脸变为纸芝居艺人所戴的面具。
荡秋千的孩子们
在公园内荡秋千的两名男孩和一名女孩。在大部分期数里作为片头中的观众登场。
光辉
配音：深泽大河（第10期）→星野勇太（第13-14期）
第10期第13话“第一百个故事”、第13期片头及第13话“那一天的梦”、第14期片头登场。
高中生。和朋友们进行百物语时遇到了诡异的事情。第14期里作为片头中的观众登场。
光辉的朋友
第10期第13话“第一百个故事”、第13期第13话“那一天的梦”、第14期片头登场。
高中生。和光辉等人进行百物语时消失。第14期里作为片头中的观众登场。
百合子（ゆりこ）
配音：喜屋武千秋
第3期第13话“画”登场。
画画的少年班上的实习教师。对画画的少年十分在意。
事件记者（じけんきしゃ）
配音：村井良大
第5期第13话“妖妇”登场。
调查着男子失踪事件。在调查过程中看见了恐怖的一幕后被纸芝居艺人所救。

## 主要都市传说角色
面具
纸芝居艺人头上戴着的面具，会自己动起来。11期起片头的观众也会戴上它。

### 第1期相关
符文女（お札女）
第1期第1话“符文女”登场。
住在灵场附近的女人，背负着要用符文封住幽灵的宿命，因为长得太恐怖了所以经常被当成幽灵。
惨拜的灵魂们（惨拝する霊達）
第1期第2话“惨拜”登场。
没有接受治疗而死亡的患者们的灵魂，医生和村民好像看不到他们。为了不让活着的患者逃跑出去而进行监视。
笑镇一族（笑鎮めの一族）
第1期第3话“家训”登场。
害怕“那个家伙”的一族，一直相信通过狂笑可以保护自己。据说族内有很多失去理智直至笑死的人。有着边笑着边将亲人作为祭品献上的历史。
复印机少女（コピー機少女）
第1期第4话“纸”登场。
出现在深夜的学校喜欢恶作剧的少女的灵魂，貌似会和深夜的钟声一同出现。虽然长得很恐怖但是据说心地很善良。
异阶引导人（異階への案内人）
第1期第5话“异阶”登场。
将人送往异阶的电梯少女，据说是将死者送往灵阶的存在。貌似没有人看见过她的脸。好像有时候还会将电梯停在天国。
肉块
第1期第6话“行李架”登场。
在发生过人身事故的电车内出现的肉块，只有入迷的人才能看到它。因为想不起生前的样子导致它变成了异形。
废病院的灵（廃病院の霊）
第1期第7话“矛盾”登场。
附身在来废病院的人的身上的灵魂，生前被监禁在上锁的病房里。会不断改变附身对象以此来改变人格。因为孤独太久了所以很喜欢人多的地方。
伞神大人（傘神様）
第1期第8话“伞神大人”登场。
晴天却叼着伞现身的老太太的幽灵，一直在寻找某个雨天失散的孩子，叼着的伞是为孩子准备的。
该角色的配音是第1期的演出高岛友也。
被诅咒的宫司（祟られた宮司）
第1期第9话“作祟”登场。
驱鬼失败反被诅咒的有名神官，拥有一眼就可以看穿灵魂与诅咒的能力。最后被身上的手掌印给绞杀死。据说本来就知道自己会被诅咒而死。
厕所的男人（トイレで待つ男）
第1期第10话“月”登场。
寄身在老式厕所里的男人的幽灵，在厕所里等待孩子掉下来。听说是用屁股的形状来区分人。据说是小时候掉入厕所里的孩子。
巨大化少年（巨大化した少年）
第1期第11话“录像带”登场。
被徘徊在墓地的男人所附身的少年，注意不到发生在自己身上的变化。身高增长到将近3米的同时智力下降了。
友成君（トモナリクン）
第1期第12话“友成君”登场。
在地面成墙上出现的孩子形状的印记，小朋友们把他当做朋友所喜爱。没有被看到的时候会高速移动。被他喜欢上的人据说会被拉进印记中。
蠢动太一（蠢く太一）
第1期第13话“疼痛附身”登场。
看到身上的幽灵而失去理智的少年，会展现出像是在跳舞的动作，好像谁都没能驱赶走他身上的恶灵。看到他眼睛的深处就会被传染。
该角色的演员是第1期的演出高岛友也。
死气球（死風船）
官网短篇小说“死气球”登场。
会预告死期和死因的广告气球。离死期越近气球会变得越大，气球破裂就会死亡。只有当事人才能看出气球的特别之处。
缝隙魔（すき魔）
官网短篇小说“缝隙”登场。
将乘客拉进电车座位的缝隙里的幽灵，挑选对象是不想去公司或学校的人。被拉进去的人不会被其他乘客看到，最终会被缝隙魔吃掉然后灵魂游散在电车内。
储物柜内的人（ロッカーの中の人）
官网短篇小说“储物柜内”登场。
藏在学校的储物柜里注视学生的灵魂。如果有学生放学后一个人留在教室里并打开了储物柜，那么储物柜内的人将会跟该学生进行交换，被交换的学生将永远不能走出储物柜。
镜子
官网短篇小说“镜子”登场。
在路口转弯处的镜子里注视路人的少女，有时还会潜入到房间的镜子之中。为了吸引路人的注意会跳一些阴森的舞蹈，据说看到她的人会因看入迷而发生车祸。
焦黑的人偶（黒焦げ人形）
官网短篇小说“焦黑的人偶”登场。
会诅咒跟其眼神相交过的人的人偶，不论扔出去多少次都会再次回来。被它喜欢的人身上会有小牙印。它能操作睡眠中的人去放火。
颠倒大人（逆様）
官网短篇小说“颠倒大人”登场。
贴在顶棚上观察别人的生活的老婆婆，会发出咀嚼东西的声音。闻到线香就说明她在附近。如果被人发现了，她会以蟑螂一般的速度逃走。
狗内的中年男子（犬の中の中年男）
官网短篇小说“犬”登场。
张开嘴后能看到中年男子的脸的狗。在睡觉时看起来就是普通的狗。
湿子
官网短篇小说“湿子”登场。
在晴天出现的穿着深红色雨衣的少年的幽灵，其面容是颠倒的。会出现在持有黄色雨伞的母亲的面前。
砂小孩（砂っ小僧）
官网短篇小说“隧道”登场。
藏在沙地里寻找玩伴的孩子的幽灵。
半猫
暗芝居手游中登场。是手游的吉祥物。
身体的左右是分开着的猫，平常会将身体合在一起装作普通的猫。吃东西的时候食物会漏出来所以一般都是空腹。

### 第2期相关
太郎
第2期第1话“太郎”登场。第11期第1话“太郎（再）”中再次登场。第14期第13话“太郎（再再）”中第3次登场。
会说话并活动的人偶。
套娃
第2期第3话“内容物”登场。
壁女
第2期第4话“壁女”登场。
四肢趴在墙壁上移动的女人，有一点缝隙就会钻进去。被她侵入房间就会变得和她一样。
硬币置物柜（コインロッカー）
第2期第5话“置物柜”登场。
放入喜欢的人的照片后会实现恋情的置物柜，但是能实现恋情的只有8号置物柜。如果放错了号码，照片上的人的身体就会变得扭曲，然后被卷入置物柜中。
御贽
第2期第9话“御贽”登场。
吃过一次后就会上瘾的肉。不清楚是用什么肉做的。肉会自己动起来。
骷髅人类（髑髏人間）
第2期第11话“自拾孽”登场。
会将夺取别人劳动成果的无耻之徒送入地狱的骷髅人。
根付
第2期第12话“根付”登场。
显示着一张奇妙的脸的根付。
寄鼓
第2期第13话“寄鼓”登场。
会将好东西引导到村落新人的拨浪鼓。
秋子
官网短篇小说“秋千”登场。
用异常长的双臂保持下垂状态的孩子，会发出很像荡秋千的金属声。
缝隙人类（隙間人間）
官网短篇小说“后备箱里面”登场。
藏身于缝隙之中的薄片人类，如果被其撞到就会被拉入缝隙之中。
图传
官网短篇小说“隔壁的孩子”登场。
孩子们的画中某一处出现了诡异的连在一起的类人脸物的都市传说。不管谁来画都会出现类人脸物。类人脸物的数量会慢慢增长。在另一个版本的画里，类人脸物们会变得像火柴人一样出现在画中的家里。
999羽鹤（999羽鶴）
官网短篇小说“鹤”登场。
未制作完的千羽鹤，制作它的少女在即将完成它时去世了。据说它会吸收人类的生命。
拉窗女（障子女）
官网短篇小说“拉窗的孔”登场。
通过破掉的拉窗的洞进行窥探的巨大女人，如果不小心和她对上了视线，绝对不能将视线转开，不然就会被她带走。
晴天娃娃（てるてる坊主）
官网短篇小说“晴天娃娃”登场。
被吊起后会发出尖叫然后逃跑的晴天娃娃。吊起它的家族会像晴天娃娃一样全员被吊着。
人手乌鸦（人の手カラス）
官网短篇小说“视线”登场。
长着女人的手的乌鸦，似乎在寻找某个男人。路上的男人的头会被其给扯下，在确定找错人后会将头颅给丢掉。
老柜子（古箪笥）
官网短篇小说“奸奸大人”登场。
如果想要某个东西，可以向其许愿，随后柜子里就会出现自己想要的那个东西的都市传说。但是出现的东西最后必须要还回去，还回去的同时还得放些点心，如果忘记了点心，柜子里就会爬出长发，然后将人拉入柜中给吞噬掉。
憎鱼
官网短篇小说“肉瘤”登场。
长着人脸的金鱼。
壁橱女（押し入れ女）
官网短篇小说“壁橱”登场。
藏身于壁橱中的长发女鬼。

### 第3期相关
溶化女（溶け女）
第3期第1话“借用”和第13话“画”登场。
身体总是在溶化，靠着人类身上取来的身体部位来存活的怪物。
头蜘蛛（頭グモ）
第3期第2话“隧道”和第13话“画”登场。
脚是人头的蜘蛛。它和某个因灾难消失的村庄有关。
头瓢虫（頭テントウ）
第3期第2话“隧道”登场。
翅膀上有人头的瓢虫。它和某个因灾难消失的村庄有关。
头蚯蚓（頭ミミズ）
第3期第2话“隧道”登场。
长着人脸的蚯蚓。它和某个因灾难消失的村庄有关。
头蜈蚣（頭ムカデ）
第3期第2话“隧道”登场。
头部和身体有人脸的蜈蚣。它和某个因灾难消失的村庄有关。
肉团虫子（肉団子虫）
第3期第2话“隧道”登场。
由人类组成的肉团虫子，会像球一样转动。
沟鼠女（ドブネズミ女）
第3期第3话“老鼠”和第13话“画”登场。
从水沟里逃出的老鼠精，十分憧憬在明亮的世界里作为人类生活。
笑嘻嘻医生（わらう医師）
第3期第4话“热闹的病房”和第13话“画”登场。
在废弃医院内做手术的医生，如果给他提供病患，那么医院就会变得繁荣起来。
人类回收车（人間回収車）
第3期第4话“热闹的病房”登场。
联动角色。出自泉道亚纪创作的漫画《人类回收车》。
缝合夫妇（縫合夫婦）
第3期第5话“标本博物馆”和第13话“画”登场。
会在人们打架的时候突然出现，为了让人们和好会试图将双方缝在一起。
标本男（剥製男）
第3期第5话“标本博物馆”登场。
因制作它的人心意扭曲变形而变成了丑陋的姿态的标本。
另一个世界的花车（アチラの山車）
第3期第6话“那边的庙会”和第13话“画”登场。
它会在人类闯进另一个世界的庆典时出现。如果阖上眼睛，就得加入永远的游行。
金鱼男（金魚男）
第3期第6话“那边的庙会”登场。
坐在捞金鱼摊的摊位后变成金鱼的男人。在捞鱼的网破掉之前无法变回来。
内脏点心（内臓菓子売り）
第3期第6话“那边的庙会”登场。
将内脏做成丝状卖出去的怪物。如果吃了其用内脏做的点心，就会永无止境的吃下去。
人束
第3期第6话“那边的庙会”登场。
人面颈背（人面うなじ）
第3期第6话“那边的庙会”登场。
行走胡须（ひげ歩き）
第3期第6话“那边的庙会”登场。
手脚辫子（手脚三つ編み）
第3期第6话“那边的庙会”登场。
后面的女人（うしろの女）
第3期第7话“后面”和第13话“画”登场。
会从后面抓住人的脑袋，然后向被害人提问。如果回答不出来，那么就会将被害人的头一点一点扭过去。
迎接人偶（お迎え雛）
第3期第8话“女儿节人偶”和第13话“画”登场。
被摆放在原主人已不在的废弃房屋内。在3月3日来到废弃房屋的女生会被它当成主人，然后被它带到另一个世界。
握手大叔（握手おじさん）
第3期第9话“第四个人”和第13话“画”登场。
在路上会出现许多人要求你握手，除了第四个人，其余的一定不要拒绝。
哀川巧克力玩偶
第3期第9话“第四个人”登场，在本话中被放置在女主的床上。
联动角色。玩偶形象为创作的漫画《巧克力的魔法》的主人公哀川巧克力。
人类木马（人間木馬）
第3期第10话“旋转木马”和第13话“画”登场。
由旋转木马转到第三圈时闭上眼睛的人类变成。
另一个世界的咕咕钟（アチラの鳩時計）
第3期第11话“咕咕钟”和第13话“画”登场。
用眼睛盯了四十九次咕咕钟摇摆的动作后，头部就会变得像咕咕钟一样的都市传说。
鱼鳍女（ヒレ女）
第3期第12话“水中”和第13话“画”登场。
飘着长发在水中游泳的怪物。
跳格子爸爸（けんけんぱぱぱぱぱ）
第3期第13话“画”登场。
乌黑电话（真っ黒電話）
第3期第13话“画”登场。
吞头鸟（ギョロメドリ）
第3期第13话“画”登场。
活人模型（生きマネキン）
第3期第13话“画”登场。
小龙虾人（ザリガニ人間）
第3期第13话“画”登场。为结尾观看暗芝居的其中一个孩子所变。
肉吸者（肉吸い）
第3期第13话“画”登场。为结尾观看暗芝居的其中一个孩子所变。
青蛙女（ガマ女）
第3期第13话“画”登场。为结尾观看暗芝居的其中一个孩子所变。
过来标志（オイデオイデ標識）
官网短篇小说“回家吧”登场。
画着大人牵着孩子的手的路牌。大人的右手会将人抓到另一个世界。

## 配音演員
第1-15期
- 紙芝居艺人：津田寬治（第3期13话的特别出演，第4期13话的旁白）

第1-7期
- 村井良大

第1、2期
- 植田圭輔
- 秋元佐和紀
- Sara
- 平野良
- 增本庄一郎
- 相泽梨纱
- 大西禮芳
- 田中稔彦
- 白水櫻太郎
- 深海譽
- 高岛友也(未挂名)
- 竹井亮介
- 田野麻美
- 松本若菜
- 中込佐知子
- 茉莉邑薫
- 遠藤瑠香
- 福士誠治
- ブラジリィー・アン・山田(未挂名)

第3期
- 相泽梨纱
- 鳥越裕貴（日语：鳥越裕貴）
- 山本侑平
- 喜屋武ちあき
- 酒井瞳
- 未来みき
- 川村あやの
- 增本庄一郎
- 池田優斗
- 板尾創路
- 细谷伸之(未挂名)

第4期
- 旁白
  - 小倉久寛（1話）
  - 野村昌司（2話）
  - 松尾諭（3話）
  - 寺田農（4話）
  - 增本庄一郎（5话）
  - 竹井亮介（6話）
  - ひのあらた（7話）
  - 宮崎吐夢（8話）
  - 山崎直樹（9話）
  - 渡辺哲（10話）
  - 龍坐（11話）
  - あらい汎（12話）
- 故事中的角色
  - 茉莉邑薫
  - 吉田ライト
  - 齋藤泰世
  - 岸野聡子
  - 石賀和輝
  - 春名風花
  - 大沢健
  - 天乃舞衣子
  - 堀越せな
  - 天音みほ
  - 松岡ななせ
  - 月影瞳

第5期
- 石川由依
- 田上真里奈
- 春名風花
- 桜あず
- 東城咲耶子
- 護麻奈
- 梅原サエリ
- 山田真歩
- 阿達由香
- 小桃音麻衣
- 夏雪めぐみ
- 天海つばめ
- 森田紗英
- LeChat
- イチキ游子
- 今川碧海
- 山口绫子
- 岸野聪子
- 熊本浩武

第6期
- 石川由依
- 春名风花
- 福田芽衣
- 山崎直树
- 高山猛久
- 岸野聪子
- 田上真里奈
- 泽井正棋
- 天乃舞衣子
- 山口绫子
- 今川碧海
- とみたけ
- 佐佐木舞香
- 野口衣織
- かねさだ雪绪
- Sara
- 熊本浩武(未挂名)
- 柳川薰平(未挂名)

第7期
- 吉村骏作
- 篠田谅
- 大赤见展彦
- 泽井正棋
- 长谷川里桃
- 堀越濑奈
- 小珠光
- 西谷有机
- 太田彩华
- 七濑大空
- 中村久美
- 和泉纱江
- 中込佐和子
- 安藤一夫
- 熊本浩武
- 佐佐木充郭
- 国吉咲贵
- 岸野聪子
- 山口绫子

第8期
- 冈咲美保
- MoeMi
- 北原里英
- 吉田乌龙太
- 肘井ミカ
- 新纳敏正
- 清水优
- 岸野聪子
- 阿达由香
- 泽井正棋
- 木津翼
- 池田航
- 筱田谅
- 青木悠
- 中村朱里
- 国吉咲贵

第9期
- 新納敏正
- 松村泰一郎
- 泽井正棋
- ニシオカ・ト・ニール
- 木津翼
- 大海将一郎
- 筱田谅
- 岡咲美保
- 成濑瑛美
- MoeMi
- 太田彩華
- 空野青空
- 蔀祐佳
- 星菜日向夏
- 奈日抽宁宁
- 長谷みこと
- 赤羽ユキノ
- おかもとえみ

第10期
- 木津翼
- 深澤大河
- 筱田谅
- 園山敬介
- 泽井正棋
- ぽんず
- 泽田敏子
- 二又一成
- 森レイ子
- 千本木彩花
- 松田利冴
- 山崎夏菜
- 奈日抽宁宁
- 水科葵

第11期
- 平野良
- 木津翼
- 筱田谅
- 清水優
- 上杉輝
- 星野勇太
- 新納多朗
- 的場華鈴
- 山崎夏菜
- 桐乃みゆ
- 澤村光彩
- ザンヨウコ
- 青木砂织

第12期
- 筱田谅
- 清水优
- ぽんず
- 凑龙也
- 星野勇太
- 本田寿寿丸
- 吉田晴雄
- 长月明日香
- 小泉よう
- 蔀祐佳
- 星咲花那
- 土屋咲登子
- 大石ともこ
- 青木砂织
- 新纳多朗
- 片山萌美

第13期
- 高畑こと美
- 新纳多朗
- 松崎谦二
- 松林慎司
- 丸山优子
- 清水优
- ぽんず
- 土屋咲登子
- 山口贵也
- 星野勇太
- 吉田晴雄
- 相泽梨纱
- 高咲阳菜
- 秋本帆华
- 恋汐りんご
- 绘恋ちゃん
- 青木砂织

第14期
- 平野良
- 清水优
- ぽんず
- 筱田谅
- 山口贵也
- 星野勇太
- 真田理希
- 吉田晴雄
- 大石ともこ
- 白石るり
- 小泉よう
- 桃之井理子
- 宫白桃子
- 乌田麻衣
- 山下莉樱菜
- 青木砂织

第15期
- 清水优
- ぽんず
- 土屋咲登子
- コッセこういち
- 阿久泽菜菜
- 星野勇太
- 小柳日菜
- 丸山京夏
- 大岛叶子
- 新纳多朗

## 制作人員
- 總演出、演出：高岛友也（第1期）、ILCA（第2、5、7期）、兼子昌也（第4期）、柳川薰平（第6期）、杉本健一（第7-10期或第7-9期）、船田晃（第8-15期）
- 各话演出：仲村学（第1期）、青木拓人（第1期）、柳泽太佑（第1期）、井上洋辅（第9-10期）、横山惠（第9-10期）、平田贡一（第9-10期）、宫台直也（第9-10期）
- 演出辅佐：莲惠介（第3期）、平冢望曜（第4期）、熊本浩武（第5期）
- 劇本：熊本浩武（1-4、6-15期）、ブラジリィー・アン・山田（第2期・5、7-8、11話）、岸野聪子（第3、5期）、山口绫子（第5、7期）、一木游子（第5期）、佐佐木充郭（第6-15期）、柳川薰平（第6期・9、11话）、国吉咲贵（第7、8期）、石上加奈子（第8-10、15期）、儿玉宣胜（第8期・11话）、ニシオカ・ト・ニール（第9期・4、10、13话）、吉川兆二（第11-14期）、山川典夫（第11期・6、12话）、青木砂织（第12-14期）、小佐野弹（第13期）
- 剧本协力：日经イノベーション·ラボ（第11期・6、12话）
- 導演・劇本（2期）：井口昇（2話）、清水崇（6話）、増本庄一郎（10话）
- 導演（3期）：谷口崇、石川智久
- 分镜：番场进（第5-6期）、ゴリラフィルム（第6期）、柳川薰平（第6期・9、11话）、西森章（第7期）、熊谷隆之（第7期）、金村沙耶（第7期・3话）、あ可よろし（第7-8、14期）、ツボ浅野（第8期・1、9、13话）、武藤圣马（第8-15期）、井上洋辅（第9-10期）、横山惠（第9-10期）、宫台直也（第8-10期）、平田贡一（第8-10期）、まつばらあつし（第9期）、ナカガワオダジ（第9期）、吉川兆二（第11-15期）、饭冢贵士（第13期）、竹谷和真（第14-15期）、今野直树（第14期）
- 插图（2期）：三俣亚由喜、林太朗、室千帆里、藤川亚美、高桥美月、吉田实央、东城三菜子、朴柿是、阿濑风稚、天濑たつ巳、神尾未步、中村春香、藤本京、岩前志保子、小田春佳、铃木阳子、上川妙季、横田唯
- 作画：海老原优（第5-7、9、11-15期）、jimmy（第9-15期）、日暮桃花（第10-15期）、あ可よろし（第6-9、14期）、（第11-15期）、山川典夫（第12-15期）、三俣亚由喜（第3-5期）、西川伸司（第4-6期）、工藤棱（第4-6期）、森野达弥（第5-7期）、雪绪（第6-8期）、武藤圣马（第8-9、11期）、金村沙耶（第7-8期）、渡边柊（第9-10期）、菅谷孝一（第9-10期）、本乡诗乃（第12-13期）、冈田（第13-14期）、竹谷和真（第14-15期）、青木拓人（第1期）、加藤千惠美（第3期）、桥爪正己（第3期）、室千帆里（第3期）、林太朗（第3期）、菊池杏子（第3期）、天濑たつ巳（第3期）、近藤あかね（第3期）、八木明日美（第3期）、上堂薗名美（第3期）、片山由贵（第3期）、吉永千寻（第3期）、杨ユキ（第3期）、酒井爱理（第3期）、中野美幸（第3期）、藤川亚美（第3期）、水野友香（第3期）、北山奈知（第3期）、井上尚纪（第3期）、神尾未步（第3期）、本田淳（第5期）、モギコーキ（第5期）、番场进（第5期）、宍户亚矢（第5期）、askam（第6期）、山口成哉（第7期）、伊藤笃志（第7期）、堀圣悟（第7期）、羽山さつき（第7期）、ツボ浅野（第8期）、横山惠（第9期）、一松慧（第9期）、Eisuke.Miura（第9期）、Kensuke Takahashi（第9期）、ナカガワオダジ（第9期）、风月（第10期）、鹿目凛（第10期）、赤坂幸平（第10期）、川锅政道（第12期）、冈田真（第13期）、今野直树（第14期）、饭冢贵士（第15期）、堀江弘昌（第15期）、おはぎ（第15期）
- 作画协力：小川千寻（第3期）、梶村俊史（第3期）、石崎诗织（第3期）、松浦晴菜（第3期）、仲保绘梨伽（第3期）、黑崎丈一郎（第3期）、广桥怜（第3期）、荻野勇（第3期）、加藤久美子（第3期）、榊原彩（第3期）、山本实优（第3期）、柴田纱英（第3期）、川口拓也（第3期）、坂仓弘充（第3期）、日经イノベーション・ラボ（第11期・12话）
- 企劃：山川典夫（東京電視台）（第1-10期）、岩崎拓矢（第1-10期）
- 制作人：細谷伸之（東京電視台）（第1-6期）→梅津智史（第7-10期）→山川典夫（第11-15期）、國定尚子（第1期）→岡本愛子（第2期）→樱井谦士（第3期）、广濑基树（第3-5期）→船田晃（第6-7期）→藤嵜怜那（第8期）→船田晃（第9-15期）、岩崎拓矢（第11-15期）
- 总制作人：船田晃（第4期）
- 行政制作人：船田晃（第5期）
- 制作制作人：赤司俊雄（第1期）→關谷誠（第2期）→今野稔（第5期）→成田博之（第6期）→矶部知志（第7期）→中村朋加（第8期）
- 動畫制作人、標誌設計：岩下みどり
- 助理制作人：柳川薰平（第1期）→矶部知志（第5期）、永野友里奈（第5期）→松野明日香（第6期）→藤嵜怜那（第7期）→松川绚之郎（第9期）、中村朋加（第9-10期）→高柳桃子（第11-14期）、松尾信秀（第11期）→藤代昂希（第12-14期）
- OP曲（1、2、4、11期）/插入曲（3、5、12期）：nico
- 音效：創音
- 摄影监督：莲惠介（第3期）、佐佐木元（第5期）
- 摄影：柳川薰平（第3期）、远藤隆将（第3期）、藤田枝里（第3期）、登田裕美（第3期）、室千帆里（第3期）、村上慎弥（第5期）
- MA：e-na Studio（第1-2期）、Sony PCL（第3-6、9-14期）
- SD、角色設計：齋ちひろ（第1期）
- 片头制作：jimmy（第11-12期）、川锅政道（第11期）、龟山勇一（第11期）、饭冢贵士（第13-14期）
- 片尾制作：宫台直也（第7期）、寺石龙成（第7期）、平田贡一（第8期）、井上洋辅（第9期）、泽出匡利（第9、10期）、jimmy（第11-12期）、川锅政道（第11、14期）、龟山勇一（第11期）、饭冢贵士（第13期）
- 節目宣傳：野口かず美（第1期）→大關明彥（第2期）→大城博章（第3-5期）→铃木园子（第6期）→山室泰造（第7期）→大江茧子（第8-10期）→盐冢优香（第11-14期）
- 動畫制作：ILCA（第1-15期）、DRAWIZ（第6-10期）、TIA（第8期）、yell（第9-11期）、ILCASHIPS（第12-13期）
- 制作协力：アニマ（第3期）、ゴリラフィルム（第5期）、パインズ（第6、8期）、アカギ（第6-7期）、クリープ（第9期）、和风动画（第9-10期）、LEON-STUDIO（第11-15期）、ILCASHIPS（第14-15期）
- 製作：「闇芝居」製作委員會

## 主題歌
第一期ED曲
作詞、作曲 - ／編曲 - AVTechNO!／歌 - 初音未来
第二期ED曲
作詞、作曲 - ／歌 - 初音未来
第三期ED曲
作词・作曲 - 畠山承平 / 编曲・歌 - The Mirraz
第四期ED曲
作詞・作曲 ・歌 - 焚吐
第五期ED曲
作词・作曲 ・歌 - ヒグチアイ/ 编曲 - 岩田贤治
第六期ED曲
作詞・作曲・編曲・歌 - 奥村愛子
第七期ED曲
作詞・作曲・編曲 -  / 歌 - betcover!!
第八期ED曲「Twilight feat.Pecori」
作詞 - Pecori / 作曲 - imai、Pecori / 歌 - imai
第九期ED曲「fall」
作詞・作曲・歌 -  / 编曲 - PARKGOLF
第十期ED曲
作詞・作曲・编曲 - 柴田隆浩 / 歌 - 忘れらんねえよ
第十一期ED曲
作词・作曲 - 宫崎一晴 / 编曲 - ・高田真路 / 歌 - 
第十二期ED曲
作词・作曲・编曲 -  / 歌 - 
第十三期ED曲「GHOST」
作詞・作曲・編曲・歌 - majiko
第十四期ED曲
作词・作曲 - 岩渊纱贵、一濑贵之 / 编曲 - MOSHIMO、palo / 歌 - MOSHIMO

## 各話列表
| 第1期  | 第1期    | 第1期      | 第1期    | 第1期    | 第1期          |
| 話數   | 日語標題 | 中文標題   | 劇本     | 演出     | 播放日期       |
| ------ | -------- | ---------- | -------- | -------- | -------------- |
| [ 12 ] |          | 聲音       |          |          | 2013年 7月11日 |
| 1      |          | 符咒女     | 熊本浩武 | 高岛友也 | 7月14日        |
| 2      |          | 慘拜       | 熊本浩武 | 仲村学   | 7月21日        |
| 3      |          | 家訓       | 熊本浩武 | 柳泽太佑 | 7月21日        |
| [ 12 ] |          | 屋頂       |          |          | 7月28日        |
| 4      |          | 紙         | 熊本浩武 | 高岛友也 | 8月4日         |
| [ 12 ] |          | 试衣间     |          |          | 8月7日         |
| 5      |          | 异阶       | 熊本浩武 | 高岛友也 | 8月11日        |
| [ 12 ] |          | 死亡氣球   |          |          | 8月14日        |
| 6      |          | 行李架     | 熊本浩武 | 青木拓人 | 8月18日        |
| 7      |          | 矛盾       | 熊本浩武 | 高岛友也 | 8月25日        |
| [ 12 ] |          | 縫隙       |          |          | 8月28日        |
| 8      |          | 傘神大人   | 熊本浩武 | 高岛友也 | 9月1日         |
| 9      |          | 作祟       | 熊本浩武 | 柳泽太佑 | 9月1日         |
| [ 12 ] |          | 儲物櫃內   |          |          | 9月4日         |
| 10     |          | 月亮       | 熊本浩武 | 高岛友也 | 9月8日         |
| [ 12 ] |          | 鏡子       |          |          | 9月11日        |
| 11     |          | 錄影帶     | 熊本浩武 | 高岛友也 | 9月15日        |
| [ 12 ] |          | 焦黑的人偶 |          |          | 9月18日        |
| 12     |          | 友成君     | 熊本浩武 | 柳泽太佑 | 9月22日        |
| [ 12 ] |          | 颠倒大人   |          |          | 9月25日        |
| 13     |          | 疼痛附身   | 熊本浩武 | 高岛友也 | 9月29日        |
| [ 12 ] |          | 犬         |          |          | 10月6日        |
| [ 12 ] |          | 湿子       |          |          | 10月13日       |
| [ 12 ] |          | 隧道       |          |          | 10月21日       |
| [ 12 ] |          | 替身地藏   |          |          | 10月28日       |

| 第2期  | 第2期    | 第2期        | 第2期                                                                   | 第2期                                                                     | 第2期         |
| 話數   | 日語標題 | 中文標題     | 剧本                                                                    | 插画                                                                      | 播放日期      |
| ------ | -------- | ------------ | ----------------------------------------------------------------------- | ------------------------------------------------------------------------- | ------------- |
| [ 12 ] |          | 布袋         |                                                                         |                                                                           | 2014年 3月2日 |
| [ 12 ] |          | 秋千         |                                                                         |                                                                           | 3月27日       |
| [ 12 ] |          | 紅色高跟鞋   |                                                                         |                                                                           | 4月9日        |
| [ 12 ] |          | 婆婆與貓     |                                                                         |                                                                           | 4月16日       |
| [ 12 ] |          | 來了         |                                                                         |                                                                           | 4月23日       |
| [ 12 ] |          | 后备箱裡面   |                                                                         |                                                                           | 4月30日       |
| [ 12 ] |          | 隔壁的小孩   |                                                                         |                                                                           | 5月7日        |
| [ 12 ] |          | 窗簾的另一邊 |                                                                         |                                                                           | 5月14日       |
| [ 12 ] |          | 鶴           |                                                                         |                                                                           | 5月21日       |
| [ 12 ] |          | 拉窗的孔     |                                                                         |                                                                           | 5月28日       |
| [ 12 ] |          | 晴天娃娃     |                                                                         |                                                                           | 6月4日        |
| [ 12 ] |          | 視線         |                                                                         |                                                                           | 6月11日       |
| [ 12 ] |          | 姦姦大人     |                                                                         |                                                                           | 6月18日       |
| [ 12 ] |          | 肉瘤         |                                                                         |                                                                           | 6月25日       |
| [ 12 ] |          | 壁橱         |                                                                         |                                                                           | 7月2日        |
| 1      |          | 太郎         | 熊本浩武                                                                | 林太朗 室千帆里 藤川亚美 高桥美月 吉田实央 东城三菜子 藤本京              | 7月9日        |
| 2      |          | 廚房         | 井口昇                                                                  | 三俣亚由喜                                                                | 7月16日       |
| 3      |          | 內容物       | 熊本浩武                                                                | 林太朗 室千帆里 朴柿是 阿濑风雅 天濑たつ巳 神尾未步 中村春香              | 7月23日       |
| 4      |          | 壁女         | 熊本浩武                                                                | 林太朗 室千帆里 藤川亚美 高桥美月 藤本京 东城三菜子                       | 7月30日       |
| 5      |          | 置物櫃       |                                                                         | 林太朗 室千帆里 藤川亚美 高桥美月 东城三莱子 岩前志保子 吉田实央          | 8月3日        |
| 6      |          | 小直         | 清水崇                                                                  | 林太朗 室千帆里 小田春佳 天濑たつ巳 岩前志保子 吉田实央                   | 8月10日       |
| 7      |          | 扭蛋         |                                                                         | 林太朗 室千帆里 藤川亚美 铃木阳子 阿濑风雅 上川纱季 中村春香              | 8月17日       |
| 8      |          | 告別         | 林太朗 室千帆里 藤川亚美 天濑たつ巳 岩前志保子 中村春香 上川纱季 藤本京 | 8月24日                                                                   |               |
| 9      |          | 御贄         | 熊本浩武                                                                | 林太朗 室千帆里 朴柿是 天濑たつ巳 神尾未步 上川纱季 中村春香 横田唯       | 8月31日       |
| 10     |          | 蟲唾         | 增本庄一郎                                                              | 林太朗 室千帆里 三俣亚由喜                                                | 9月7日        |
| 11     |          | 自拾孽       |                                                                         | 林太朗 室千帆里 朴柿是 高桥美月 阿濑风雅 上川纱季 吉田实央                | 9月14日       |
| 12     |          | 根付         | 熊本浩武                                                                | 林太朗 室千帆里 小田春佳 铃木阳子 岩前志保子 神尾未步 东城三莱子 中村春香 | 9月21日       |
| 13     |          | 寄鼓         | 熊本浩武                                                                | 林太朗 室千帆里 小田春佳 铃木阳子 上川纱季 中村春香 吉田实央              | 9月28日       |

| 第3期  | 第3期    | 第3期          | 第3期    | 第3期    | 第3期                                                                                                  | 第3期          |
| 話數   | 日語標題 | 中文標題       | 剧本     | 导演     | 作画                                                                                                   | 播放日期       |
| ------ | -------- | -------------- | -------- | -------- | --- | -------------- |
| 1      |          | 借用           | 熊本浩武 | 谷口崇   | 三俣亚由喜                                                                                             | 2016年 1月10日 |
| [ 12 ] |          | 試穿           |          |          | | 1月13日        |
| 2      |          | 隧道           | 熊本浩武 | 谷口崇   | 菊池杏子 加藤千惠美 室千帆里 林太朗 天濑たつ巳 近藤あかね 八木明日美                                   | 1月17日        |
| [ 12 ] |          | 平交道         |          |          | | 1月20日        |
| 3      |          | 老鼠           | 岸野聪子 | 石川智久 | 室千帆里 加藤千惠美 天濑たつ巳 林太朗 上堂薗名美 片山由贵 八木明日美 近藤あかね 吉永千寻 杨ュキ        | 1月24日        |
| [ 12 ] |          | 回家吧         |          |          | | 1月27日        |
| 4      |          | 熱鬧的病房     | 熊本浩武 | 谷口崇   | 加藤千惠美 井上尚纪                                                                                    | 1月31日        |
| [ 12 ] |          | 轉動轉動       |          |          | | 2月3日         |
| 5      |          | 標本博物館     | 岸野聪子 | 谷口崇   | 加藤千惠美 井上尚纪                                                                                    | 2月7日         |
| [ 12 ] |          | 冬貓           |          |          | | 2月10日        |
| 6      |          | 那邊的廟會     | 岸野聪子 | 谷口崇   | 菊池杏子 加藤千惠美                                                                                    | 2月14日        |
| [ 12 ] |          | 轟音           |          |          | | 2月17日        |
| 7      |          | 背後           | 熊本浩武 | 石川智久 | 桥爪正己 加藤千惠美                                                                                    | 2月21日        |
| [ 12 ] |          | 牙齒           |          |          | | 2月24日        |
| 8      |          | 女兒節人偶     | 熊本浩武 | 石川智久 | 加藤千惠美 室千帆里 片山由贵 神尾未步 近藤あかね 酒井爱理 中野美幸 藤川亚美 八木明日美 杨ュキ 吉永千寻 | 2月28日        |
| [ 12 ] |          | 業務員的工作   |          |          | | 3月2日         |
| 9      |          | 第四個人       | 熊本浩武 | 谷口崇   | 三俣亚由喜                                                                                             | 3月6日         |
| [ 12 ] |          | 雲霄飛車       |          |          | | 3月9日         |
| 10     |          | 旋轉木馬       | 熊本浩武 | 谷口崇   | 加藤千惠美 室千帆里 天濑たつ巳 片山由贵 神尾未步 近藤あかね 八木明日美 杨ュキ 吉永千寻                 | 3月13日        |
| [ 12 ] |          | 深夜節目       |          |          | | 3月16日        |
| 11     |          | 咕咕鐘         | 岸野聪子 | 谷口崇   | 加藤千惠美 水野友香 北山奈知                                                                           | 3月20日        |
| [ 12 ] |          | 想說出口的嘴巴 |          |          | | 3月23日        |
| 12     |          | 水中           | 岸野聪子 | 石川智久 | 加藤千惠美                                                                                             | 3月27日        |
| [ 12 ] |          | 臉紅的竹子     |          |          | | 3月30日        |
| 13     |          | 畫             | 熊本浩武 | 谷口崇   | 加藤千惠美 北山奈知 菊池杏子 井上尚纪                                                                  | 4月3日         |
| 14     |          | 西边的隧道     | 熊本浩武 | 谷口崇   | 菊池杏子 加藤千惠美 室千帆里 林太朗 天濑たつ巳 近藤あかね 八木明日美                                   | [ 21 ] [ 22 ]  |

| 第4期 | 第4期    | 第4期      | 第4期    | 第4期    | 第4期      | 第4期          |
| 話數  | 日語標題 | 中文標題   | 剧本     | 演出     | 作画       | 播放日期       |
| ----- | -------- | ---------- | -------- | -------- | ---------- | -------------- |
| 1     |          | 舌頭       | 熊本浩武 | 兼子昌也 | 西川伸司   | 2017年 1月15日 |
| 2     |          | 水槽       | 熊本浩武 | 兼子昌也 | 西川伸司   | 2017年 1月15日 |
| 3     |          | 裁縫剪刀   | 熊本浩武 | 兼子昌也 | 西川伸司   | 2017年 1月15日 |
| 4     |          | 紅色高跟鞋 | 熊本浩武 | 兼子昌也 | 西川伸司   | 1月22日        |
| 5     |          | 夜間巴士   | 熊本浩武 | 兼子昌也 | 西川伸司   | 1月29日        |
| 6     |          | 是誰       | 熊本浩武 | 兼子昌也 | 西川伸司   | 2月5日         |
| 7     |          | 腳步聲     | 熊本浩武 | 兼子昌也 | 西川伸司   | 2月12日        |
| 8     |          | 錄音帶     | 熊本浩武 | 兼子昌也 | 西川伸司   | 2月19日        |
| 9     |          | 磨牙       | 熊本浩武 | 兼子昌也 | 工藤稜     | 2月26日        |
| 10    |          | 招喚鶴     | 熊本浩武 | 兼子昌也 | 三俣亚由喜 | 3月5日         |
| 11    |          | 白線       | 熊本浩武 | 兼子昌也 | 西川伸司   | 3月12日        |
| 12    |          | 雪洞       | 熊本浩武 | 兼子昌也 | 工藤稜     | 3月19日        |
| 13    |          | 地下道     | 熊本浩武 | 兼子昌也 | 工藤稜     | 3月26日        |

| 第5期：女流恐怖 | 第5期：女流恐怖 | 第5期：女流恐怖 | 第5期：女流恐怖 | 第5期：女流恐怖 | 第5期：女流恐怖 | 第5期：女流恐怖 | 第5期：女流恐怖 |
| 話數            | 日文標題        | 中文標題        | 劇本            | 分鏡            | 演出            | 作畫            | 播放日期        |
| --------------- | --------------- | --------------- | --------------- | --------------- | --------------- | --------------- | --------------- |
| 第一話          |                 | 打錯電話        | イチキ游子      | 番場進          | ILCA            | 西川伸司        | 2017年 7月3日   |
| 第二話          |                 | 給我            | イチキ游子      | 番場進          | ILCA            | 工藤稜          | 7月10日         |
| 第三話          |                 | 烏鴉的小孩      | 岸野聡子        | 番場進          | ILCA            | 三俣亜由喜      | 7月17日         |
| 第四話          |                 | 模仿            | 岸野聡子        | 番場進          | ILCA            | 工藤稜          | 7月24日         |
| 第五話          |                 | 女人的影子      | 岸野聡子        | 番場進          | ILCA            | 海老原優        | 7月31日         |
| 第六話          |                 | 歸還大師        | イチキ游子      | 番場進          | ILCA            | 三俣亜由喜      | 8月7日          |
| 第七話          |                 | 隱連母          | 山口綾子        | 番場進          | ILCA            | 西川伸司        | 8月14日         |
| 第八話          |                 | 鄰居            | 岸野聡子        | 番場進          | ILCA            | 本田淳          | 8月28日         |
| 第九話          |                 | 如果想看見幽靈  | 山口綾子        | 番場進          | ILCA            | 番場進 宍戸亜矢 | 9月4日          |
| 第十話          |                 | 花占卜          | 岸野聡子        | 番場進          | ILCA            | モギコーキ      | 9月11日         |
| 第十一話        |                 | 一個就好        | イチキ游子      | 番場進          | ILCA            | 西川伸司        | 9月18日         |
| 第十二話        |                 | 末班公車        | 山口綾子        | 番場進          | ILCA            | 三俣亜由喜      | 9月25日         |
| 第十三話        |                 | 妖婦            | イチキ游子      | 番場進          | ILCA            | 森野達弥        | 10月2日         |

| 第6期：自然现象 | 第6期：自然现象 | 第6期：自然现象 | 第6期：自然现象 | 第6期：自然现象       | 第6期：自然现象 | 第6期：自然现象 | 第6期：自然现象 |
| 話數            | 日文標題        | 中文標題        | 劇本            | 分鏡                  | 演出            | 作畫            | 播放日期        |
| --------------- | --------------- | --------------- | --------------- | --------------------- | --------------- | --------------- | --------------- |
| 第1闇           |                 | 雷客            | 佐佐木充郭      | ゴリラフィルム 番場進 | 柳川薰平        | 海老原優        | 2018年 7月6日   |
| 第2闇           |                 | 友無洞          | 佐佐木充郭      | ゴリラフィルム 番場進 | 柳川薰平        | あ可よろし      | 7月13日         |
| 第3闇           |                 | 風知            | 佐佐木充郭      | ゴリラフィルム 番場進 | 柳川薰平        | かねさだ雪緒    | 7月20日         |
| 第4闇           |                 | 奉沼            | 熊本浩武        | ゴリラフィルム 番場進 | 柳川薰平        | 工藤稜          | 7月27日         |
| 第5闇           |                 | 雫來            | 熊本浩武        | ゴリラフィルム 番場進 | 柳川薰平        | 西川伸司        | 8月3日          |
| 第6闇           |                 | 咲暗            | 熊本浩武        | ゴリラフィルム 番場進 | 柳川薰平        | 森野達弥        | 8月10日         |
| 第7闇           |                 | 蛙卵            | 佐佐木充郭      | ゴリラフィルム 番場進 | 柳川薰平        | 工藤稜          | 8月17日         |
| 第8闇           |                 | 海籤            | 佐佐木充郭      | ゴリラフィルム 番場進 | 柳川薰平        | 海老原優        | 8月24日         |
| 第9闇           |                 | 泥戲            | 柳川薰平        | 柳川薰平              | 柳川薰平        | あ可よろし      | 8月31日         |
| 第10闇          |                 | 無邪樹          | 佐佐木充郭      | ゴリラフィルム 番場進 | 柳川薰平        | かねさだ雪緒    | 9月7日          |
| 第11闇          |                 | 覺冰            | 柳川薰平        | 柳川薰平              | 柳川薰平        | 森野達弥        | 9月14日         |
| 第12闇          |                 | 瀧落            | 熊本浩武        | ゴリラフィルム 番場進 | 柳川薰平        | askam           | 9月21日         |
| 第13闇          |                 | 山曳呼          | 熊本浩武        | ゴリラフィルム 番場進 | 柳川薰平        | かねさだ雪緒    | 9月28日         |

| 第7期：封闭的空间 | 第7期：封闭的空间 | 第7期：封闭的空间 | 第7期：封闭的空间 | 第7期：封闭的空间 | 第7期：封闭的空间 | 第7期：封闭的空间 | 第7期：封闭的空间 |
| 話數              | 日文標題          | 中文標題          | 劇本              | 分鏡              | 演出              | 作畫              | 播放日期          |
| ----------------- | ----------------- | ----------------- | ----------------- | ----------------- | ----------------- | ----------------- | ----------------- |
| 第1闇             |                   | 包裹              | 熊本浩武          | 西森章 熊谷隆之   | ILCA 杉本健一     | 伊藤篤志          | 2019年 7月7日     |
| 第2闇             |                   | 睡不著的孩子      | 佐佐木充郭        | 西森章 熊谷隆之   | ILCA 杉本健一     | かねさだ雪緒      | 7月21日           |
| 第3闇             |                   | 客廳              | 山口綾子          | 金村沙耶          | ILCA 杉本健一     | 金村沙耶          | 7月21日           |
| 第4闇             |                   | 繪畫              | 山口綾子          | 西森章 熊谷隆之   | ILCA 杉本健一     | かねさだ雪緒      | 7月28日           |
| 第5闇             |                   | 結束通知          | 熊本浩武          | 西森章 熊谷隆之   | ILCA 杉本健一     | 山口成哉          | 8月4日            |
| 第6闇             |                   | 陽台              | 山口綾子          | 西森章 熊谷隆之   | ILCA 杉本健一     | 森野達弥          | 8月11日           |
| 第7闇             |                   | 公共電話          | 佐佐木充郭        | 西森章 熊谷隆之   | ILCA 杉本健一     | 堀聖悟            | 8月18日           |
| 第8闇             |                   | 咳嗽              | 佐佐木充郭        | 西森章 熊谷隆之   | ILCA 杉本健一     | 山口成哉          | 8月25日           |
| 第9闇             |                   | 電梯裡的女人      | 佐佐木充郭        | あ可よろし        | ILCA 杉本健一     | あ可よろし        | 9月1日            |
| 第10闇            |                   | 漫畫咖啡店        | 國吉咲貴          | 西森章 熊谷隆之   | ILCA 杉本健一     | 海老原優          | 9月8日            |
| 第11闇            |                   | 妹妹的房間        | 佐佐木充郭        | 西森章 熊谷隆之   | ILCA 杉本健一     | 羽山さつき        | 9月15日           |
| 第12闇            |                   | 試衣間            | 山口綾子          | 西森章 熊谷隆之   | ILCA 杉本健一     | 海老原優          | 9月22日           |
| 第13闇            |                   | 冰箱              | 國吉咲貴          | 西森章 熊谷隆之   | ILCA 杉本健一     | 伊藤篤志          | 9月29日           |

| 第8期：看不见的恐怖 | 第8期：看不见的恐怖 | 第8期：看不见的恐怖 | 第8期：看不见的恐怖 | 第8期：看不见的恐怖 | 第8期：看不见的恐怖 | 第8期：看不见的恐怖 | 第8期：看不见的恐怖 |
| 話數                | 日文標題            | 中文標題            | 劇本                | 分鏡                | 演出                | 作畫                | 播放日期            |
| ------------------- | ------------------- | ------------------- | ------------------- | ------------------- | ------------------- | ------------------- | ------------------- |
| 第一闇              |                     | 丟手帕              | 熊本浩武            | ツボ浅野            | 船田晃 杉本健一     | ツボ浅野            | 2021年 1月10日      |
| 第二闇              |                     | 忌日                | 佐佐木充郭          | 武藤聖馬            | 船田晃 杉本健一     | 武藤聖馬            | 1月17日             |
| 第三闇              |                     | 別往後看            | 佐佐木充郭          | 武藤聖馬            | 船田晃 杉本健一     | かねさだ雪緒        | 1月24日             |
| 第四闇              |                     | 撒豆子              | 國吉咲貴            | あ可よろし          | 船田晃 杉本健一     | あ可よろし          | 1月31日             |
| 第五闇              |                     | 笑聲                | 熊本浩武            | 武藤聖馬            | 船田晃 杉本健一     | 武藤聖馬            | 2月7日              |
| 第六闇              |                     | 釣魚的成果          | 佐佐木充郭          | あ可よろし          | 船田晃 杉本健一     | あ可よろし          | 2月14日             |
| 第七闇              |                     | 一寸法師            | 國吉咲貴            | 武藤聖馬            | 船田晃 杉本健一     | 武藤聖馬            | 2月21日             |
| 第八闇              |                     | 柩仰                | 熊本浩武            | あ可よろし          | 船田晃 杉本健一     | あ可よろし          | 2月28日             |
| 第九闇              |                     | 螞蟻地獄            | 石上加奈子          | ツボ浅野            | 船田晃 杉本健一     | ツボ浅野            | 3月7日              |
| 第十闇              |                     | 雪中足跡            | 國吉咲貴            | 武藤聖馬            | 船田晃 杉本健一     | 金村沙耶            | 3月14日             |
| 第十一闇            |                     | 報應                | 兒玉宣勝            | 宮台直也            | 船田晃 杉本健一     | あ可よろし          | 3月21日             |
| 第十二闇            |                     | 傳聲筒              | 石上加奈子          | 平田貢一            | 船田晃 杉本健一     | 武藤聖馬            | 3月28日             |
| 第十三闇            |                     | 夢話                | 熊本浩武            | ツボ浅野            | 船田晃 杉本健一     | ツボ浅野            | 4月4日              |

| 第9期：干支 | 第9期：干支 | 第9期：干支    | 第9期：干支          | 第9期：干支    | 第9期：干支 | 第9期：干支                    | 第9期：干支    |
| 話數        | 日文標題    | 中文標題       | 劇本                 | 分鏡           | 演出        | 作畫                           | 播放日期       |
| ----------- | ----------- | -------------- | -------------------- | -------------- | ----------- | ------------------------------ | -------------- |
| 第一暗      |             | 鼠嫁           | 熊本浩武             | 平田貢一       | 平田貢一    | 海老原優                       | 2021年 7月11日 |
| 第二暗      |             | 兔子小屋的男人 | 佐佐木充郭           | 井上洋辅       | 井上洋辅    | あ可よろし                     | 7月18日        |
| 第三暗      |             | 第44只羊       | 佐佐木充郭           | 武藤圣马       | 杉本健一    | 武藤圣马                       | 7月25日        |
| 第四暗      |             | 忠犬           | ニシオカ・ト・ニール | 横山惠         | 横山惠      | 横山惠                         | 8月1日         |
| 第五暗      |             | 纸老虎         | 熊本浩武             | 武藤圣马       | 杉本健一    | 武藤圣马                       | 8月8日         |
| 第六暗      |             | 精灵牛         | 石上加奈子           | まつばらあつし | 杉本健一    | Kensuke Takahashi Eisuke Miura | 8月15日        |
| 第七暗      |             | 公雞君         | 佐佐木充郭           | 武藤圣马       | 杉本健一    | 菅谷孝一                       | 8月22日        |
| 第八暗      |             | 木马           | 佐佐木充郭           | 宫台直也       | 宫台直也    | 渡边柊                         | 8月29日        |
| 第九暗      |             | 祝蛇           | 石上加奈子           | 武藤圣马       | 杉本健一    | Jimmy                          | 9月5日         |
| 第十暗      |             | 山猪锅         | ニシオカ・ト・ニール | ナオガワオダジ | 杉本健一    | ナオガワオダジ                 | 9月12日        |
| 第十一暗    |             | 龙宫           | 石上加奈子           | まつばらあつし | 杉本健一    | 海老原优                       | 9月19日        |
| 第十二暗    |             | 猿合掌         | 熊本浩武             | ナオガワオダジ | 杉本健一    | ナオガワオダジ 一松慧          | 9月26日        |
| 第十三暗    |             | 猫年           | ニシオカ・ト・ニール | 武藤圣马       | 杉本健一    | 武藤圣马                       | 10月3日        |

| 第10期：结束 | 第10期：结束 | 第10期：结束     | 第10期：结束 | 第10期：结束 | 第10期：结束 | 第10期：结束 | 第10期：结束  |
| 話數         | 日文標題     | 中文標題         | 劇本         | 分鏡         | 演出         | 作畫         | 播放日期      |
| ------------ | ------------ | ---------------- | ------------ | ------------ | ------------ | ------------ | ------------- |
| 第一暗       |              | 想辞掉的工作     | 佐佐木充郭   | 武藤圣马     | 船田晃       | jimmy        | 2022年 1月9日 |
| 第二暗       |              | 结局笔记         | 熊本浩武     | 武藤圣马     | 船田晃       | 渡边柊       | 1月16日       |
| 第三暗       |              | 一日结束之时     | 石上加奈子   | 横山惠       | 横山惠       | jimmy        | 1月23日       |
| 第四暗       |              | 末班电车         | 熊本浩武     | 武藤圣马     | 船田晃       | 日暮桃花     | 1月30日       |
| 第五暗       |              | 最后的客人       | 佐佐木充郭   | 风月         | 船田晃       | 风月         | 2月6日        |
| 第六暗       |              | 垃圾回收站       | 石上加奈子   | 武藤圣马     | 船田晃       | 日暮桃花     | 2月13日       |
| 第七暗       |              | 隧道里发生的事情 | 佐佐木充郭   | 平田貢一     | 平田貢一     | 鹿目凛       | 2月20日       |
| 第八暗       |              | 手表             | 石上加奈子   | 武藤圣马     | 船田晃       | 日暮桃花     | 2月27日       |
| 第九暗       |              | 给未来的我       | 佐佐木充郭   | 井上洋辅     | 井上洋辅     | 菅谷孝一     | 3月6日        |
| 第十暗       |              | 别栋             | 熊本浩武     | 赤坂幸平     | 船田晃       | 赤坂幸平     | 3月13日       |
| 第十一暗     |              | 拜拜             | 佐佐木充郭   | 武藤圣马     | 船田晃       | 日暮桃花     | 3月20日       |
| 第十二暗     |              | 拉勾勾           | 石上加奈子   | 风月         | 船田晃       | 风月         | 3月27日       |
| 第十三暗     |              | 第一百个故事     | 熊本浩武     | 宫台直也     | 宫台直也     | jimmy        | 4月3日        |

| 第11期：再 | 第11期：再 | 第11期：再   | 第11期：再 | 第11期：再 | 第11期：再 | 第11期：再 | 第11期：再    | 第11期：再 |
| 話數       | 日文標題   | 中文標題     | 劇本       | 分鏡       | 演出       | 作畫       | 播放日期      |            |
| ---------- | ---------- | ------------ | ---------- | ---------- | ---------- | ---------- | ------------- | ---------- |
| 第一话     |            | 太郎(再)     | 熊本浩武   | 吉川兆二   | 船田晃     | jimmy      | 2023年 7月9日 |            |
| 第二话     |            | 新缘之家     | 佐佐木充郭 | 武藤圣马   | 船田晃     | 日暮桃花   | 7月16日       |            |
| 第三话     |            | 再生纸       | 吉川兆二   | 武藤圣马   | 船田晃     | 日暮桃花   | 7月23日       |            |
| 第四话     |            | 那时候的     | 熊本浩武   | 吉川兆二   | 船田晃     | 海老原优   | 7月30日       |            |
| 第五话     |            | 单人露营     | 吉川兆二   | 武藤圣马   | 船田晃     | 日暮桃花   | 8月6日        |            |
| 第六话     |            | 白花         | 山川典夫   | 武藤圣马   | 船田晃     |            | 8月13日       |            |
| 第七话     |            | 不对哟爸爸   | 佐佐木充郭 | 吉川兆二   | 船田晃     | 海老原优   | 8月20日       |            |
| 第八话     |            | 应援活动     | 佐佐木充郭 | 武藤圣马   | 船田晃     | 武藤圣马   | 8月27日       |            |
| 第九话     |            | 赛印         | 熊本浩武   | 吉川兆二   | 船田晃     | 海老原优   | 9月3日        |            |
| 第十话     |            | 再恋车站     | 佐佐木充郭 | 武藤圣马   | 船田晃     | 武藤圣马   | 9月10日       |            |
| 第十一话   |            | 重启         | 吉川兆二   | 武藤圣马   | 船田晃     |            | 9月17日       |            |
| 第十二话   |            | 不幸中的万幸 | 山川典夫   | 武藤圣马   | 船田晃     | 武藤圣马   | 9月24日       |            |
| 第十三话   |            | 八音盒       | 佐佐木充郭 | 吉川兆二   | 船田晃     | jimmy      | 10月1日       |            |

| 第12期：规则 | 第12期：规则 | 第12期：规则   | 第12期：规则 | 第12期：规则 | 第12期：规则 | 第12期：规则      | 第12期：规则   |
| 话数         | 日文标题     | 中文标题       | 剧本         | 分镜         | 演出         | 作画              | 播放日期       |
| ------------ | ------------ | -------------- | ------------ | ------------ | ------------ | ----------------- | -------------- |
| 第一话       |              | 不打開就沒問題 | 熊本浩武     | 吉川兆二     | 船田晃       | jimmy             | 2024年 1月14日 |
| 第二话       |              | 過家家         | 佐佐木充郭   | 武藤聖馬     | 船田晃       | 日暮桃花          | 1月21日        |
| 第三话       |              | 黑豆           | 吉川兆二     | 不適用       | 船田晃       | 川鍋政道          | 1月28日        |
| 第四话       |              | 鏡             | 佐佐木充郭   | 吉川兆二     | 船田晃       | 山川典夫          | 2月4日         |
| 第五话       |              | 沉没的地藏     | 熊本浩武     | 不適用       | 船田晃       | 海老原优          | 2月11日        |
| 第六话       |              | 门牌           | 青木砂織     | 武藤聖馬     | 船田晃       | 日暮桃花          | 2月18日        |
| 第七话       |              | 真好啊         | 佐佐木充郭   | 不適用       | 船田晃       | 川鍋政道          | 2月25日        |
| 第八话       |              | 子削儀         | 熊本浩武     | 武藤聖馬     | 船田晃       |                   | 3月3日         |
| 第九话       |              | 谢绝探望       | 佐佐木充郭   | 武藤聖馬     | 船田晃       | 日暮桃花          | 3月10日        |
| 第十话       |              | 砚台           | 青木砂織     | 吉川兆二     | 船田晃       | 海老原優          | 3月17日        |
| 第十一话     |              | 故事會         | 佐佐木充郭   | 吉川兆二     | 船田晃       | 本鄉詩乃 山川典夫 | 3月24日        |
| 第十二话     |              | 神替           | 熊本浩武     | 吉川兆二     | 船田晃       | jimmy             | 3月31日        |
| 第十三话     |              | 太平公園       | 吉川兆二     | 武藤聖馬     | 船田晃       |                   | 4月7日         |

| 第13期：怀古 | 第13期：怀古 | 第13期：怀古 | 第13期：怀古 | 第13期：怀古 | 第13期：怀古 | 第13期：怀古 | 第13期：怀古   |
| 话数         | 日文标题     | 中文标题     | 剧本         | 分镜         | 演出         | 作画         | 播放日期       |
| ------------ | ------------ | ------------ | ------------ | ------------ | ------------ | ------------ | -------------- |
| 第一话       |              | 电梯小姐     | 青木砂织     | 吉川兆二     | 船田晃       | 山川典夫     | 2024年 7月14日 |
| 第二话       |              | 伝言板       | 佐佐木充郭   | 武藤圣马     | 船田晃       | 日暮桃花     | 7月21日        |
| 第三话       |              | 明星照片     | 佐佐木充郭   | 吉川兆二     | 船田晃       |              | 7月28日        |
| 第四话       |              | 喜乃娘茶     | 吉川兆二     | 饭冢贵士     | 船田晃       | 海老原优     | 8月4日         |
| 第五话       |              | 搬家荞麦面   | 熊本浩武     | 吉川兆二     | 船田晃       | jimmy        | 8月11日        |
| 第六话       |              | 公路饭店     | 佐佐木充郭   | 吉川兆二     | 船田晃       | 冈田真・     | 8月18日        |
| 第七话       |              | 8mm          | 吉川兆二     | 武藤圣马     | 船田晃       | 本乡诗乃     | 8月25日        |
| 第八话       |              | 笑袋         | 熊本浩武     | 武藤圣马     | 船田晃       | 日暮桃花     | 9月1日         |
| 第九话       |              | 窥视孔       | 佐佐木充郭   | 武藤圣马     | 船田晃       | jimmy        | 9月8日         |
| 第十话       |              | 址亡         | 熊本浩武     | 吉川兆二     | 船田晃       | 海老原優     | 9月15日        |
| 第十一话     |              | 拉线抽奖     | 青木砂织     | 武藤圣马     | 船田晃       | 日暮桃花     | 9月22日        |
| 第十二话     |              | 古典酒店     | 小佐野弹     | 吉川兆二     | 船田晃       | 山川典夫     | 9月29日        |
| 第十三话     |              | 那一天的梦   | 熊本浩武     | 武藤圣马     | 船田晃       | jimmy        | 10月6日        |

| 第14期：欲 | 第14期：欲 | 第14期：欲   | 第14期：欲 | 第14期：欲 | 第14期：欲 | 第14期：欲 | 第14期：欲    |
| 话数       | 日文标题   | 中文标题     | 剧本       | 分镜       | 演出       | 作画       | 播放日期      |
| ---------- | ---------- | ------------ | ---------- | ---------- | ---------- | ---------- | ------------- |
| 第一话     |            | 我的女友     | 佐佐木充郭 | 竹谷和真   | 船田晃     | 竹谷和真   | 2025年 1月5日 |
| 第二话     |            | 手中手       | 青木砂织   | 吉川兆二   | 船田晃     | 海老原优   | 1月12日       |
| 第三话     |            | 朝霞的少女   | 佐佐木充郭 | 今野直树   | 船田晃     | 今野直树   | 1月19日       |
| 第四话     |            | 夜鹰的居所   | 佐佐木充郭 | 武藤圣马   | 船田晃     | 日暮桃花   | 1月26日       |
| 第五话     |            | 小红椒       | 吉川兆二   | 竹谷和真   | 船田晃     | 竹谷和真   | 2月2日        |
| 第六话     |            | 谎言与真相   | 佐佐木充郭 | 吉川兆二   | 船田晃     | jimmy      | 2月9日        |
| 第七话     |            | 二手车       | 熊本浩武   | 武藤圣马   | 船田晃     | 日暮桃花   | 2月16日       |
| 第八话     |            | 娃娃机       | 佐佐木充郭 | 吉川兆二   | 船田晃     | 冈田       | 2月23日       |
| 第九话     |            | 归愿         | 熊本浩武   | 武藤圣马   | 船田晃     |            | 3月2日        |
| 第十话     |            | 辩护人       | 吉川兆二   | 竹谷和真   | 船田晃     | 竹谷和真   | 3月9日        |
| 第十一话   |            | 分散的继承人 | 熊本浩武   | 武藤圣马   | 船田晃     | 日暮桃花   | 3月16日       |
| 第十二话   |            | 沉浸之人     | 青木砂织   | 吉川兆二   | 船田晃     | 山川典夫   | 3月23日       |
| 第十三话   |            | 太郎（再再） | 熊本浩武   | 吉川兆二   | 船田晃     | jimmy      | 4月6日        |

| 竖版            | 竖版     | 竖版     | 竖版       | 竖版            | 竖版     |
| 发布日期        | 日文标题 | 中文标题 | 剧本       | 演出            | 作画     |
| --------------- | -------- | -------- | ---------- | --------------- | -------- |
| 2021年 8月14日  | [ 33 ]   | 古井     | 佐佐木充郭 | 船田晃 杉本健一 | jimmy    |
| 2022年 10月10日 |          | 待机画面 | 熊本浩武   | 船田晃          | 冈本英郎 |

## 播放電視台
日本深夜動畫：下文記載的日本国内播放時間使用日本標準時間（UTC+9）表示。因為部分時間标识會採用30小时制，因此請留意这类超过24:00的时间，其實際播放時間為翌日清晨。
| 播放地區 | 播放電視台   | 播放日期                | 播放時間           | 播放系列       | 備註   |
| 第一季   | 第一季       | 第一季                  | 第一季             | 第一季         | 第一季 |
| -------- | ------------ | ----------------------- | ------------------ | -------------- | ------ |
| 关东地区 | 东京电视台   | 2013年7月14日 - 9月29日 | 周日 26:15 - 26:21 | 东京电视台系列 |        |
| 日本全国 | AT-X         | 2013年8月4日 -          | 周日 17:55 - 18:00 | 動畫専門CS放送 | 有重播 |
| 奈良县   | 奈良電視台   | 2014年7月11日 -         | 周五 26:00 - 26:05 | 独立局         |        |
| 滋贺县   | 琵琶湖放送   | 2014年7月13日 -         | 周日 26:25 - 26:30 | 独立局         |        |
| 和歌山県 | 和歌山電視台 | 2014年8月7日 -          | 周四 25:00 - 25:05 | 独立局         |        |
| 第二季   |              |                         |                    |                |        |
| 关东地区 | 东京电视台   | 2014年7月9日 - 9月28日  | 周日 26:35 - 26:41 | 东京电视台系列 |        |

## 漫画
- 月刊ビッグガンガン（日语：月刊ビッグガンガン）2014Vol.10由多位作家连续3号短期集中连载，名为《暗芝居（キ）》。共有13个故事。[34]
- ちゃおDX（日语：ちゃおDX）2016年1月号由坂元勋作画，名为《暗芝居》。共有8个故事。[35]

## 电视剧
以《暗芝居（生）》为名，每集由3个短篇故事构成，共12话，于2020年9月9日播出。

### 演员表
- 津田宽治
- 相泽梨纱
- 一之濑龙
- 岩上隼也
- 宇田川宰
- 階户瑠李
- 鹿目凛
- 岸野聪子
- 山口绫子
- 北川尚弥
- 君泽松
- 樱木梨奈
- 佐藤永典
- 佐藤贵史
- 佐奈宏纪
- 筱田谅
- 白石优爱
- 白又敦
- 杉江大志
- 世古口凌
- 高崎俊吾
- 高桥郁哉
- 田中稔彦
- 谷佳树
- 十味
- 中村朱里
- 中村守里
- 西川俊介
- 桥本祥平
- 滨正悟
- 雛形羽衣
- 平野良
- 深澤大河
- 的场华铃
- 宮泽佑
- 留奥麻依子

### 职员表
- 导演：井口昇、熊谷祐纪、大野大辅
- 剧本：井口昇、岸野聪子、熊本浩武、佐佐木充郭、山口绫子
- 总制作人：森田昇
- 制作人：漆间宏一、船田晃
- 制作制作人：福井真奈
- 制作：“暗芝居（生）”制作委员会

### 各话列表
- 注：标题粗体显示的为本话中途插播的超短篇故事，这些故事大部分是由旁白来讲述。

| 话数     | 日文标题 | 中文标题         | 导演     | 剧本       | 主演                       | 放送日期       |
| -------- | -------- | ---------------- | -------- | ---------- | -------------------------- | -------------- |
| 第一话   |          | 符女             | 井口昇   | 熊本浩武   | 高崎俊吾                   | 2020年 9月10日 |
| 第一话   |          | 倦怠期           | 井口昇   | 佐佐木充郭 | 平野良                     | 2020年 9月10日 |
| 第一话   |          | 邻居             | 大野大辅 | 岸野聪子   | 西川俊介                   | 2020年 9月10日 |
| 第一话   |          | 壁橱             |          | 井口昇     | 宇田川宰                   | 2020年 9月10日 |
| 第二话   |          | 友无洞           | 熊谷祐紀 | 佐佐木充郭 | 深泽大河、杉江大志         | 9月17日        |
| 第二话   |          | 暗光             | 井口昇   | 岸野聪子   | 筱田谅                     | 9月17日        |
| 第二话   |          | 雷客             | 井口昇   | 佐佐木充郭 | 高崎俊吾                   | 9月17日        |
| 第二话   |          | 手印             |          | 佐佐木充郭 | 岩上隼也                   | 9月17日        |
| 第三话   |          | 不在票           | 井口昇   | 山口绫子   | 一之濑龙、雛形羽衣         | 9月24日        |
| 第三话   |          | 永不凋谢的花     | 井口昇   | 岸野聪子   | 君泽松、鹿目凛             | 9月24日        |
| 第三话   |          | 矛盾             | 井口昇   | 熊本浩武   | 平野良、的场华铃           | 9月24日        |
| 第四话   |          | 电梯里的女人     | 井口昇   | 佐佐木充郭 | 鹿目凛、西川俊介           | 10月1日        |
| 第四话   |          | 磁带             | 熊谷祐紀 | 熊本浩武   | 杉江大志                   | 10月1日        |
| 第四话   |          | 快递             | 熊谷祐紀 | 熊本浩武   | 佐奈宏纪                   | 10月1日        |
| 第四话   |          | 等待室           |          | 岸野聪子   | 白石优爱、岸野聪子         | 10月1日        |
| 第五话   |          | 厨房             | 井口昇   | 井口昇     | 北川尚弥                   | 10月8日        |
| 第五话   |          | 舌               | 井口昇   | 熊本浩武   | 谷佳树、相泽梨纱           | 10月8日        |
| 第五话   |          | 戒指             | 井口昇   | 山口绫子   | 中村朱里、十味             | 10月8日        |
| 第五话   |          | 鸟葬             |          | 熊谷祐纪   | 泽井正棋                   | 10月8日        |
| 第六话   |          | 工作娃娃         | 井口昇   | 井口昇     | 北川尚弥、中村朱里         | 10月15日       |
| 第六话   |          | 远吠             | 井口昇   | 佐佐木充郭 | 滨正悟、桥本祥平           | 10月15日       |
| 第六话   |          | 黑和服           | 井口昇   | 佐佐木充郭 | 一之濑竜、鹿目凛           | 10月15日       |
| 第六话   |          | 日本娃娃         |          | 岸野聪子   | 山口绫子                   | 10月15日       |
| 第七话   |          | 御贽             | 熊谷祐紀 | 熊本浩武   | 桥本祥平                   | 10月22日       |
| 第七话   |          | 招呼             | 井口昇   | 井口昇     | 白又敦、田中稔彦           | 10月22日       |
| 第七话   |          | 家族照片         | 井口昇   | 井口昇     | 滨正悟                     | 10月22日       |
| 第七话   |          | 红线             |          | 熊谷祐纪   | 泽井正棋                   | 10月22日       |
| 第八话   |          | 家庭教师         | 井口昇   | 佐佐木充郭 | 中村守里、宫泽佑、世古口凌 | 10月29日       |
| 第八话   |          | 风知             | 井口昇   | 佐佐木充郭 | 佐藤永典、留奥麻依子       | 10月29日       |
| 第八话   |          | 惨拜             | 井口昇   | 熊本浩武   | 泽井正棋、鹿目凛           | 10月29日       |
| 第八话   |          | 曲面镜           |          | 井口昇     | 山口綾子                   | 10月29日       |
| 第九话   |          | 咲暗             | 井口昇   | 熊本浩武   | 佐奈宏纪、白石优爱         | 11月5日        |
| 第九话   |          | 袋女             | 大野大辅 | 佐佐木充郭 | 佐藤永典、中村朱里         | 11月5日        |
| 第九话   |          | 家训             | 熊谷祐紀 | 熊本浩武   | 佐藤贵史、階户瑠李         | 11月5日        |
| 第九话   |          | 跷跷板           |          | 井口昇     | 階户瑠李                   | 11月5日        |
| 第十话   |          | 女人的影子       | 井口昇   | 岸野聪子   | 雛形羽衣、西川俊介         | 11月12日       |
| 第十话   |          | 空席             | 熊谷祐紀 | 熊本浩武   | 白又敦、相泽梨纱           | 11月12日       |
| 第十话   |          | 伞神大人         | 井口昇   | 熊本浩武   | 筱田谅、深泽大河           | 11月12日       |
| 第十话   |          | 会议室           |          | 井口昇     | 宇田川宰                   | 11月12日       |
| 第十一话 |          | 山曳呼           | 熊谷祐紀 | 熊本浩武   | 白又敦、的场华铃           | 11月19日       |
| 第十一话 |          | 阳台             | 井口升   | 山口绫子   | 深泽大河、佐藤贵史         | 11月19日       |
| 第十一话 |          | 妹妹的房间       | 熊谷祐纪 | 佐佐木充郭 | 桥本祥平、中村守里         | 11月19日       |
| 第十一话 |          | 词语接龙         |          | 山口绫子   | 岸本飒斗、国井煌           | 11月19日       |
| 第十一话 |          | 捕获器           |          | 熊谷祐纪   |                            | 11月19日       |
| 第十二话 |          | 内部             | 井口昇   | 熊本浩武   | 佐藤贵史                   | 11月26日       |
| 第十二话 |          | 花占卜           | 井口昇   | 岸野聪子   | 君泽松                     | 11月26日       |
| 第十二话 |          | 睡不着的二人     | 井口昇   | 佐佐木充郭 | 谷佳树、相泽梨纱、十味     | 11月26日       |
| 第十二话 |          | 楼梯口哭泣的女人 |          | 佐佐木充郭 | 高桥郁哉                   | 11月26日       |

### 主题歌
片头曲
作詞・作曲・歌 - THE PINBALLS
片尾曲
作詞 - 樱井敦司 /作曲 - 星野英彦 / 歌 - BUCK-TICK